# Thecophora cinerascens
Thecophora cinerascens är en tvåvingeart som beskrevs av Johann Wilhelm Meigen 1804. Thecophora cinerascens ingår i släktet Thecophora och familjen stekelflugor.
Artens utbredningsområde är Tyskland. Arten är reproducerande i Sverige. Inga underarter finns listade i Catalogue of Life.